# Волошенинов, Михаил Юрьевич
Михаил Юрьевич Волошенинов — русский дипломат и дьяк. В 1643 году участвовал в переговорах с датским принцем Вальдемаром, которого хотели женить на дочери царя Михаила. В этот период, он также участвовал в деле Яна Фаустина Лубы — самозванца выдававшего себя за чудом спасшегося царевича Ивана Дмитриевича — сына российского правителя Лжедмитрия II и Марины Мнишек.
При Алексее Михайловиче Волошенинов ездил послом в Польшу объясняться по поводу царского титула и для окончания размежевки Путивльской области. В 1652 году вёл переговоры с Искрой, присланным гетманом Хмельницким с предложением принять Малороссию «под высокую руку царя». 